# Отап
Ота́п (абх. Уатаҧ, груз. ოტაფი) — село в Абхазии, в Очамчырском районе частично признанной Республики Абхазия, согласно административному делению Грузии — в Очамчирском муниципалитете Абхазской Автономной Республики. Расположено к северу от райцентра Очамчыра в предгорной полосе у подножья Кодорского хребта. До 1960-х годов село официально называлось Отапи. В административном отношении село представляет собой административный центр Отапской сельской администрации (абх. Уатаҧ ақыҭа ахадара), в прошлом Отапский сельсовет.

## Границы
На севере границей Отапа служит Кодорский хребет; на востоке — граничит с селом Арасадзых; на юге — с Тхиной; на западе — с селом Члоу.

## Население
Население Отапского сельсовета по данным переписи 1989 года составляло 433 человека, по данным переписи 2011 года население сельской администрации Отап составило 185 человек, в основном абхазы.
Вплоть до второй половины XX века Отап входил в состав соседнего села Члоу. Первые данные о населении Отапа относятся к переписи 1959 года. Отап — самое маленькое по численности населения село Очамчирского района.
| Год переписи | Число жителей       | Этнический состав            |
| ------------ | ------------------- | ---------------------------- |
| 1886         | в составе села Члоу | абхазы 100 %                 |
| 1926         | в составе села Члоу | абхазы (нет точных данных)   |
| 1959         | 625                 | абхазы (нет точных данных)   |
| 1989         | 433                 | абхазы (нет точных данных)   |
| 2011         | 185                 | абхазы 98,9 %, русские 0,5 % |

## Историческое деление
Село Отап исторически подразделяется на 8 посёлков (абх. аҳабла):
- Адлейаа-Рху
- Ацута
- Ашанцара
- Мрамба
- Курикуара Ахабла
- Отап Ахабла
- Цлыхумыраа
- Джелиа-рху

## Достопримечательности
В селе находятся пещеры, доступные для туристов. Одна из них носит имя Абраскила. Согласно абхазской легенде, перекликающейся с древнегреческим мифом о Прометее, мифический герой Абрскил был прикован к горе в этом месте.

## Использованная литература
- Кварчия В. Е. Историческая и современная топонимия Абхазии (Историко-этимологическое исследование). — Сухум : Дом печати, 2006. — 328 с.
- Кәарҷиа В. Е. Аҧсны атопонимика. — Аҟәа: 2002. — 686 д. (абх.)